# Lembursawah (Pabuaran)
Lembursawah is een bestuurslaag in het regentschap Sukabumi van de provincie West-Java, Indonesië. Lembursawah telt 3810 inwoners (volkstelling 2010).